# 15389 Geflorsch
15389 Geflorsch (1997 TL6) là một tiểu hành tinh vành đai chính được phát hiện ngày 2 tháng 10 năm 1997 bởi Khảo sát tiểu hành tinh OCA-DLR ở Caussols.